# بطولة ألعاب القوى المدرسية للقياسات البدنية
بطولة ألعاب القوى المدرسية للقياسات البدنية هي بطولة رياضية تقام مرتين سنويا بالمركز الأولمبي لرياضة المرأة بمنطقة الفلاح في إمارة الشارقة، وتنظمها مؤسسة الشارقة لرياضة المرأة بالتعاون مع كل من مؤسسة التعليم المدرسي، وهيئة الشارقة للتعليم الخاص، واتحاد الإمارات لألعاب القوى.

## لمحة تاريخية
أقيمت بطولة ألعاب القوى المدرسية للقياسات البدنية لأول مرة في عام 2023 من تنظيم مؤسسة الشارقة لرياضة المرأة بالتعاون مع كل من مؤسسة التعليم المدرسي، وهيئة الشارقة للتعليم الخاص، واتحاد الإمارات لألعاب القوى. كان الهدف من إنشاء البطولة هو تشجيع الفتيات من طالبات المدارس الحكومية والخاصة على ممارسة الرياضة واستهداف المواهب الواعدة في الألعاب الفردية الأساسية، وفي مقدمتها ألعاب القوى، وتطويرها للارتقاء بالمنظومة الرياضية في الشارقة وبالرياضة النسائية في الإمارات بشكل عام.

## نظام البطولة
يتم اختيار اللاعبات المُشاركات بفعاليات البطولة من طالبات المدارس الحكومية والخاصة، وتصنف اللاعبات المُشاركات في البطولة ضمن ثلاثة فئات عمرية على النحو التالي:
- الفئة الأولى: من 9 إلى 10 سنوات.
- الفئة الثانية: من 11 إلى 12 سنة.
- الفئة الثالثة: من 13 إلى 14 سنة.

تتنافس الطالبات المُشاركات في خمس مسابقات رئيسية هي الوثب الطويل، ودفع الجلة، وسباق العدو 60 متر، و150 متر، و300 متر.

## مواسم البطولة

### عام 2023
أنطلقت فعاليات النُسخة الأولى من بطولة ألعاب القوى المدرسية للقياسات البدنية في 8 مايو (أيار) 2023 على مضمار نادي الشارقة لألعاب القوى بمنطقة الحزانة بالشارقة، واستمرت حتى 15 مايو (أيار) 2023. وشهدت هذه النسخة مشاركة 281 طالبة مثلن 20 مدرسة حكومية وخاصة من مدارس الشارقة تنافسن في مسابقات دفع الجلة والوثب الطويل وسباقات الجري لمسافة 60 متر و200 متر و400 متر. وفي نوفمبر (تشرين الثاني) 2023، أقيمت فعاليات النُسخة الثانية من بطولة ألعاب القوى المدرسية للقياسات البدنية على مضمار نادي الشارقة لألعاب القوى بمنطقة الحزانة بالشارقة بمشاركة 506 لاعبة مثلن 27 مدرسة من المدارس الحكومية والخاصة.

### عام 2024
انطلقت فعاليات النُسخة الثالثة من بطولة ألعاب القوى المدرسية للقياسات البدنية في 23 فبراير (شباط) 2024، وهي النسخة التي شهدت مشاركة 460  طالبة مثلن المدارس الحكومية والخاصة  بالشارقة، وتنافسن في سباقات الجري لمسافة 60 متر و150متر و300متر، بالإضافة إلى سباقات الوثب الطويل، ودفع الجلة التي تزن 2 كيلوغرام. أقيمت فعاليات هذه النسخة من البطولة على ملاعب ومضمار مركز الشارقة الأولمبي لرياضة المرأة بمنطقة الفلاح، والذي كان قد افتتح رسميا قبل يوم واحد من إقامة البطولة، واختتمت فعاليات هذه النسخة في 1 مارس (أذار) 2024. وفي 30 أبريل (نيسان) 2024، افتتحت فعاليات النُسخة الرابعة من بطولة ألعاب القوى المدرسية للقياسات البدنية، والتي امتدت حتى 8 مايو (أيار) 2024، وقد شارك في هذة النسخة من البطولة 253 طالبة تم اختيارهن من طالبات المدارس الحكومية والخاصة.